# 小科祖比
49°29′59″N 34°19′41″E / 49.49972°N 34.32806°E
小科祖比（烏克蘭語：Малі Козуби），是烏克蘭的村落，位於該國中部波爾塔瓦州，由波爾塔瓦區負責管轄，距離謝爾久基、卡拉什尼基和米海利基0.5公里，海拔高度131米，2001年人口49。